# George S. Patton
George Smith Patton GCB, KBE (n. 11 noiembrie 1885, San Gabriel⁠(d), California, SUA – d. 21 decembrie 1945, Heidelberg, Germania sub ocupație aliată) a fost un general al armatei S.U.A. cel mai cunoscut pentru prestația sa în timpul celui de-Al Doilea Război Mondial, luând parte la campaniile militare din Africa de Nord, Sicilia, Franța și Germania între anii 1943 și 1945. A participat și la Primul Război Mondial, comandând tancurile nou introduse în armata SUA. Un mareșal german, vorbind cu un reporter american îl numea pe Patton „generalul vostru cel mai bun”.
El este autorul faimosului citat din timpul eliberării Parisului, în care se referă voalat la ambiția francezilor de a participa, măcar printr-o divizie blindată, la Eliberare:
| “ | I would rather have a German division in front of me than a French division behind me. | ” |

(„Prefer să am în față o divizie germană decât o divizie franceză în spate”).
Cu puțin timp înainte de programata reîntoarcere acasă, în SUA, în ziua de 9 decembrie 1945, în apropiere de Mannheim, mașina generalului a fost puternic lovită de un camion militar american. Generalul a fost grav accidentat, cu o paraplegie datorată fracturii coloanei vertebrale cervicale. Internat la spitalul militar american din Heidelberg, decedează pe 21 decembrie 1945, în urma unei embolii pulmonare. Fiind considerat eliberatorul Luxemburgului, a fost înmormântat în orășelul Haam (din Luxemburg). În onoarea eliberatorului, orășelul Ettelbrück din nordul Luxemburgului se mai numește „Patton-Stadt”.

## Educația și serviciul militar în tinerețe
La Olimpiada de vară din 1912 organizată la Stockholm Patton a participat la proba de pentatlon, unde s-a plasat pe locul cinci.

## Expediția punitivă împotriva Mexicului

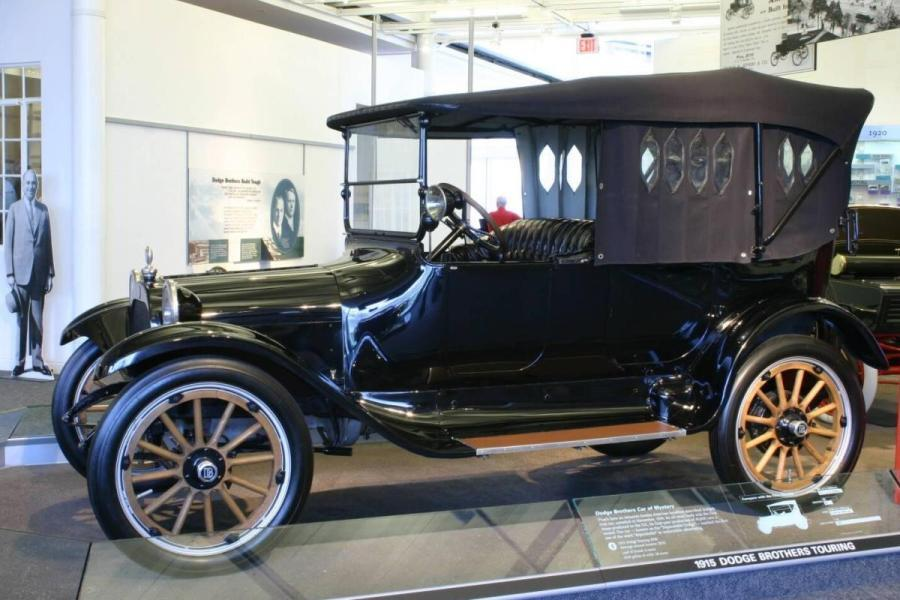
1915 Dodge Brothers -tipul de mașină folosită de Patton în incursiunea sa în Mexic

În septembrie 1915 Patton a fost numit în serviciu la granița cu Mexicul la Fortul Bliss, Texas. În martie 1916 forțele lui Pancho Villa au trecut granița în New Mexico, SUA și au efectuat raid în orașul Columbus, ucigând câțiva americani. Ca răspuns, SUA a organizat o expediție punitivă în Mexic împotriva lui Villa. Entuziasmul lui Patton pentru expediție a avut ca rezultat faptul că Patton a fost numit ajutorul generalului John Pershing, ceea ce a însemnat că Patton a primit rol în organizarea expediției. Patton, împreună cu câțiva militari a organizat o expediție care a devenit un „atac militar motorizat” cu cele trei mașini ale armatei lui Pershing, ucigând câțiva rebeli mexicani, chiar de Patton însuși cu un Colt Pacemaker. Datorită succesului lui Patton și afinității lui pentru Colt Pacemaker, Patton l-a numit în glumă „bandito”-ul lui, Patton devenind faimos în toată SUA.

## Primul Război Mondial

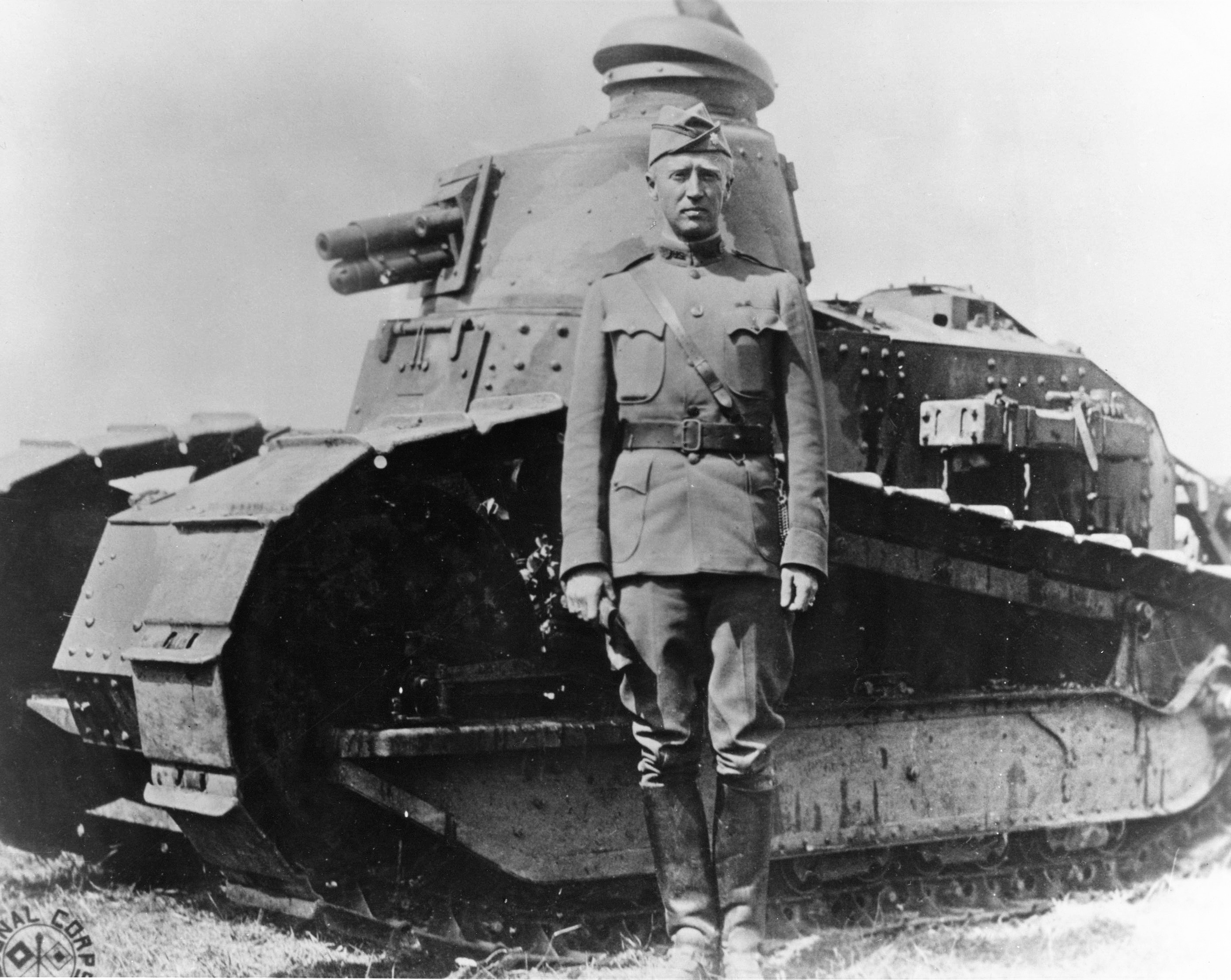
Patton în Franța lângă un tanc Renault FT-17 (1918)

La intrarea SUA în Primul Război Mondial, generalul-maior John Pershing l-a promovat pe Patton în rangul de căpitan. Patton i-a cerut lui Pershing să se înființeze un centru de pregătire american pentru tancuri. La Champlieu Patton a condus tancul Renault, i-a testat capacitatea tancului de a trece peste șanțuri, apoi a vizitat fabrica Renault. Pershing i-a dat lui comanda noii unități de blindate americane: US Tank Corps. La scurt timp după sosirea lui la  Champlieu, britanicii la Cambrai au lansat cel mai mare atac de tancuri din Primul Război Mondial. În data de 23 martie 1918 Patton a primit comanda unei unități de 10 tancuri tip Renault FT-17.
Pentru succesul său în organizarea școlii pentru tanchiști, Patton a fost promovat succesiv maior, locotenent colonel, apoi după contraofensiva de la SaintMihiel în septembrie 1918 la gradul provizoriu de colonel.
În ofensiva de la Meuse-Argonne din 26 septembrie 1918 a fost rănit și decorat cu  Distinguished Service Cross, cu Distinguished Service Medal, iar pentru rănire cu Purple Heart.

## Perioada interbelică

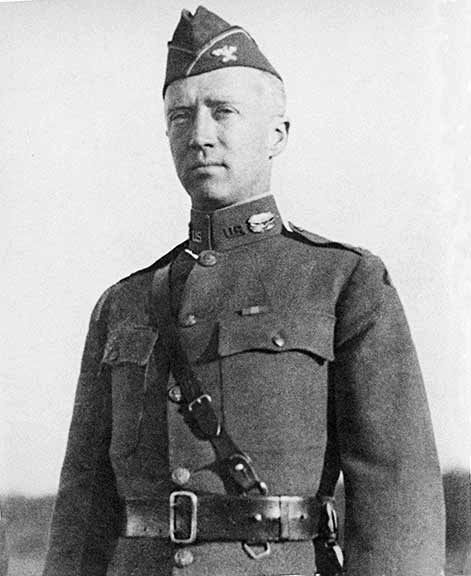
Patton cu gradul de colonel în Maryland în 1919

Între cele două războaie în 1924 a absolvit școala pentru comandanți și șefi de stat major Command and General Staff School, iar în 1932 Army War College. L-a cunoscut pe Omar Bradley cu care se va reîntâlni în Europa. La începutul anilor 1920 Patton a scris o cerere Congresului ca să se acorde fonduri pentru dezvoltarea forțelor de blindate, dar fără prea mare succes.
A scris articole despre tactica forțelor blindate, sugerând noi metode de a le folosi. În iulie 1940 a primit comanda Diviziei 2 de tancuri la Fort Benning.
În serviciul în Washington DC în anul 1919 Patton l-a întâlnit pe Dwight D. Eisenhower, care va juca un rol enorm de important în cariera sa.
La Fort Riley, Kansas, Patton și Eisenhower au dezvoltat doctrina luptei cu blindate, care va fi folosită de SUA în Al Doilea Război Mondial. El a continuat să îmbunătățească tancurile venind cu noi idei în comunicații radio și armamentul de pe tanc. Datorită lipsei scăzute față de blindate, Patton s-a transferat înapoi la cavalerie.

## Al Doilea Război Mondial

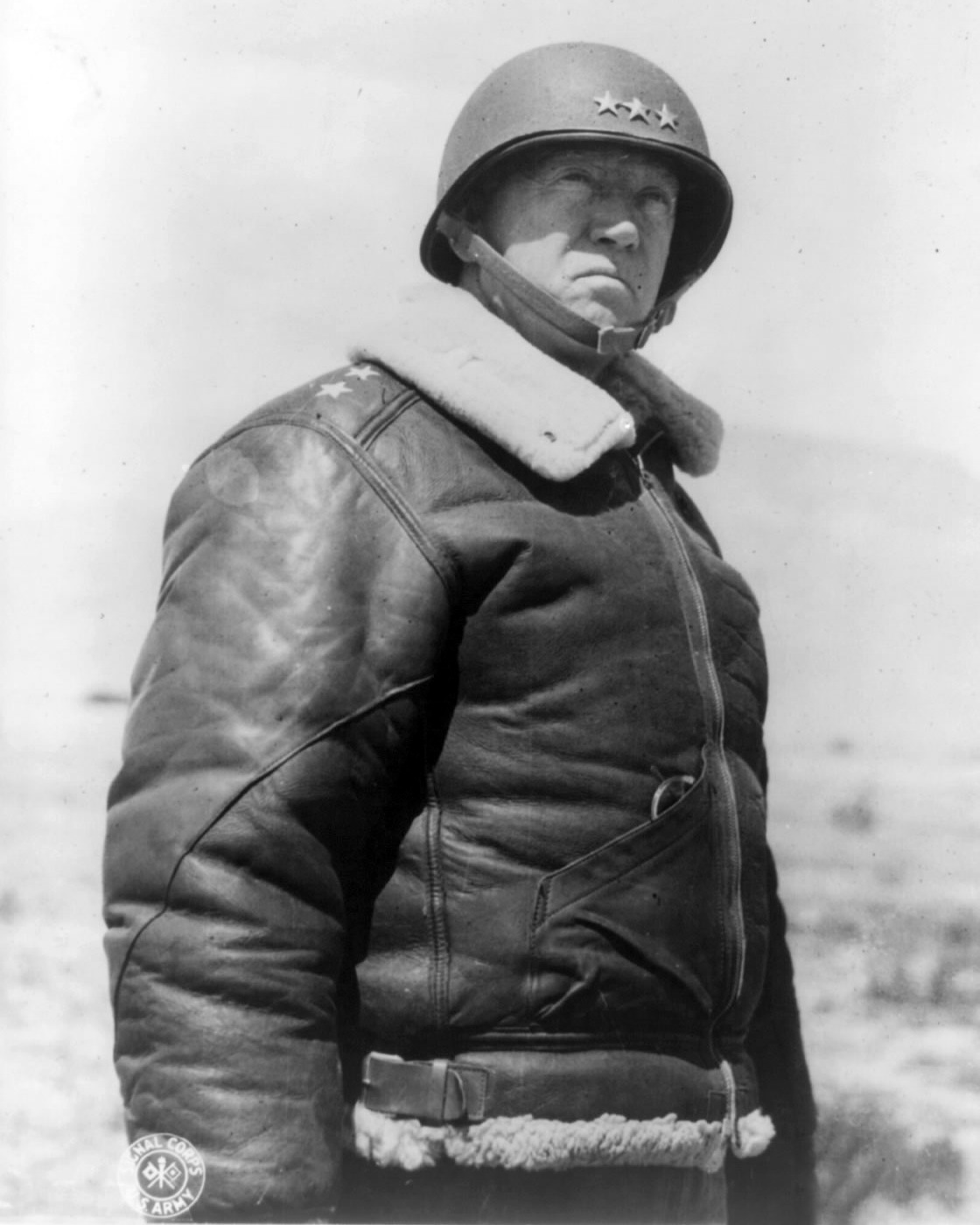

Înainte ca SUA să intre în război Patton a comandat Armata a 3-a americană, pregătind trupele de blindate în deșert (Imperial Valley), pe o suprafață de 40 km2 pentru Operațiunea Torța (invadarea Africii).
Din prima zi de comandă pleda pentru ca forțele blindate să rămână permanent în contact cu inamicul, explicând că forțele mecanizate agresive întrerup pregătirile defensive ale inamicului și sunt mai greu de loviți de artileria inamică.   
La o conferință de presă din 1944 la întrebarea unui reporter cu privire la faptul că ar trebui încetinit progresul rapid a Armatei a 3-a pentru a reduce pierderile americane, Patton a răspuns: „Ori de câte ori încetinești ritmul, irosești vieți omenești”.

#### Campania din Africa de Nord

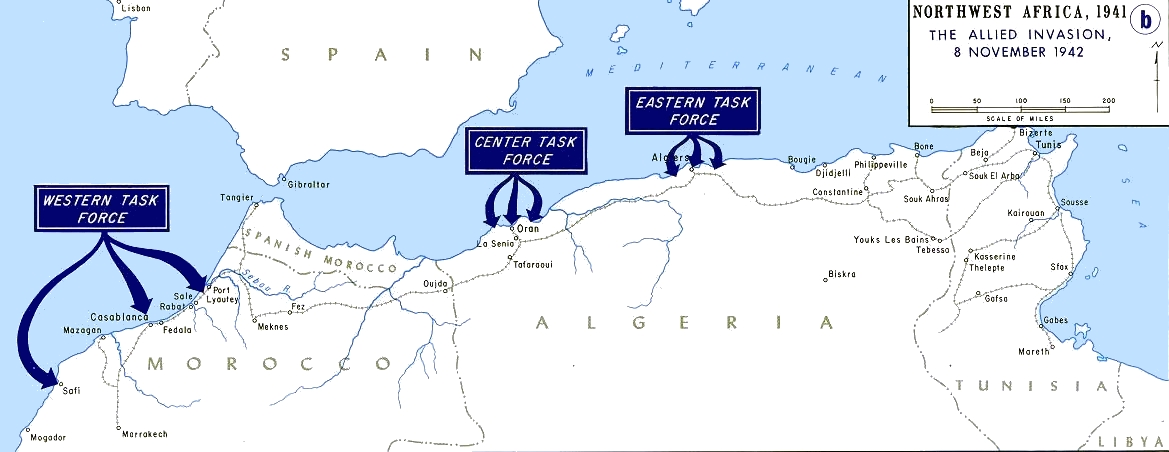
Harta Operațiunii Torch (Torța)

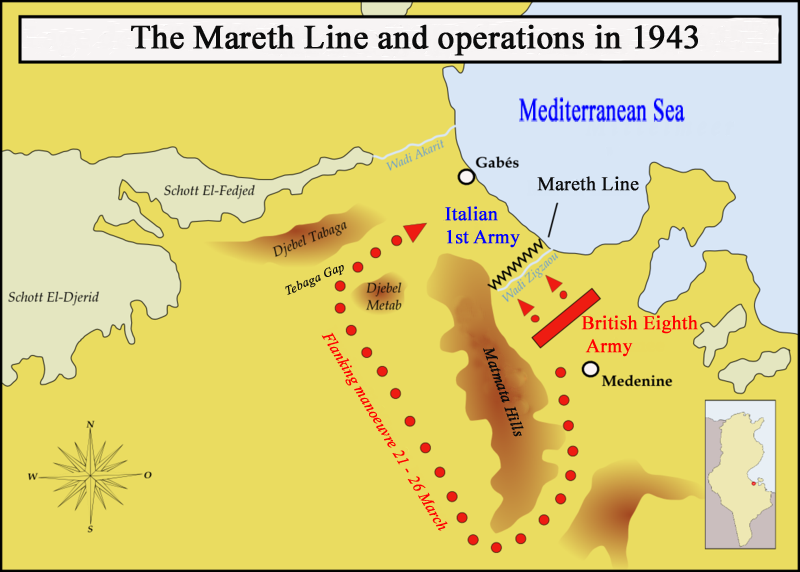
Linia Mareth

În Noiembrie 1942 general-maior Patton împreună cu contraamiralul Henry K. Hewitt comandau Forța Operativă de Vest (care avea ca obiectiv Casablanca) a Armatei americane, care în cadrul Operațiunii Torța  a debarcat în nordul Africii, în Maroc și Algeria, țări ocupate de regimul de la Vichy
Forțele americane, (Divizia a 2-a blindată și Diviziile a 3-a și a 9-a de infanterie), aproximativ 35.000 de soldați erau aduse direct din SUA cu o flotă formată din peste 100 nave. 
Pentru a evita bateriile de coastă trupele americane au debarcat la sud de Casablanca la Safi (Operațiunea Blackstone) și la nord, la Fedala(Operațiunea Bushwood) respectiv în portul Lyautey (Operațiunea Goalpost). Nu au avut loc bombardamente preliminare în speranța că francezii nu se vor opune trupelor americano-britanice, dar s-au înșelat.
După debarcare trupele lui Patton au fost atacate de blindate franceze, dar trupele americane au fost salvate de aviația americană, care a spulberat tancurile franceze. 
Susținerea aeriană a fost asigurată de avioane P-40 Warhawk de pe portavionul USS Ranger (CV-4). 
Trupele lui Patton s-au îndreptat spre nord spre Casablanca. Nici Casablanca nu s-a dovedit ușor de cucerit. Bateriile de coastă franceze au deschis focul. Patton era pe bordul crucișătorului USS Augusta, când cuirasatul francez Jean Bart a deschis focul asupra lui. Luptele navale au durat două zile. Avionale aliate decolate de pe portavioanele din larg au reușit să distrugă un transport de trupe franceze care încerca să întărească apărarea de la Safi. În după amiaza zilei de 8 noiembrie, majoritatea apărătorilor francezi s-au predat, iar până pe 10 noiembrie fuseseră eliminate toate focarele de rezistență anti-aliate, iar majoritate trupelor americane se îndreptaseră spre Casablanca asediată.
În jurul Portului Lyautey, trupele primului val au trebuit să aștepte cel de-al doilea val de debarcare mult prea mult timp. Acest răgaz a fost folosit de apărători francezi pentru organizarea defensivei. Următoarele valuri de debarcare s-au bucurat de sprijinul bombardamentelor navale și a acoperirii aeriene a avioanelor de pe portavioane. Și obiectivele aliate din această zonă au fost atinse.
În jurul localității Fedala debarcarea celor 19.000 de soldați aliați a fost dată peste cap de condițiile meteo nefavorabile. Debarcările au fost efectuate sub focul artileriei franceze. Cu toate aceste, americanii au reușit să cucerească capete de pod puternice și să asedieze portul Casablanca până pe 10 noiembrie. Generalul Patton a intrat în Casablanca fără să întâmpine vreo opoziție.
Patton era încă la Casablanca, când în data de 19 februarie 1943 americanii sufereau prima lor înfrângere în Bătălia de la Pasul Kasserine. Comandamentul american a luat imediat măsuri și l-a numit pe Patton în fruntea trupelor americane, avându-l ca adjunct pe Omar N. Bradley. Patton a sesizat că americanii nu aveau sprijin aerian suficient și deși a încercat îmbunătățirea situației, o schimbare de proporții în acest domeniu nu s-a produs până la Debarcarea din Normandia.
În Bătălia de la El Guettar trupele lui Patton au reușit să obțină o victorie tactică împotriva trupelor naziste conduse de  Hans-Jürgen von Arnim și fasciste ale lui Giovanni Messe.
Între timp, la 5 aprilie, el l-a îndepărtat pe generalul-maior Orlando Ward, care comanda Divizia 1 blindată, din cauza performanțelor sale slabe la Maknassy împotriva forțelor germane numeric inferioare.
Avansând pe Gabes, Corpul lui Patton a presat
Linia Mareth. În acest timp, el a raportat generalului britanic Sir Harold Alexander, comandantul grupului de armate 18, și a intrat în conflict cu vice-mareșalul aerului Sir Arthur Coningham despre lipsa sprijinului aerian adecvat trupelor sale. Când Coningham a trimis trei ofițeri la sediul lui Patton pentru a-1 convinge că britanicii oferă un amplu sprijin aerian, aceștia s-au trezit în mijlocul unui atac aerian german și o parte din tavanul biroului lui Patton s-a prăbușit în jurul lor. Vorbind mai târziu despre piloții germani care au lovit clădirea, Patton a remarcat:
| “ | "Dacă aș putea găsi acești fii de cățea care au pilotat aceste avioane, i-aș trimite fiecăruia câte o medalie." | ” |

Până când unitățile sale au ajuns la Gabès, germanii l-au abandonat. Apoi a renunțat la conducerea Corpului II în favoarea lui Bradley și s-a întors la Corpul I blindate din Casablanca pentru a ajuta la planificarea operațiunii Husky, invazia aliaților din Sicilia.
Temându-se că trupele americane vor fi marginalizate, el a convins comandanții britanici să le permită să continue lupta până la sfârșitul Campaniei din Tunisia înainte de a părăsi această nouă misiune.

#### Campania din Sicilia

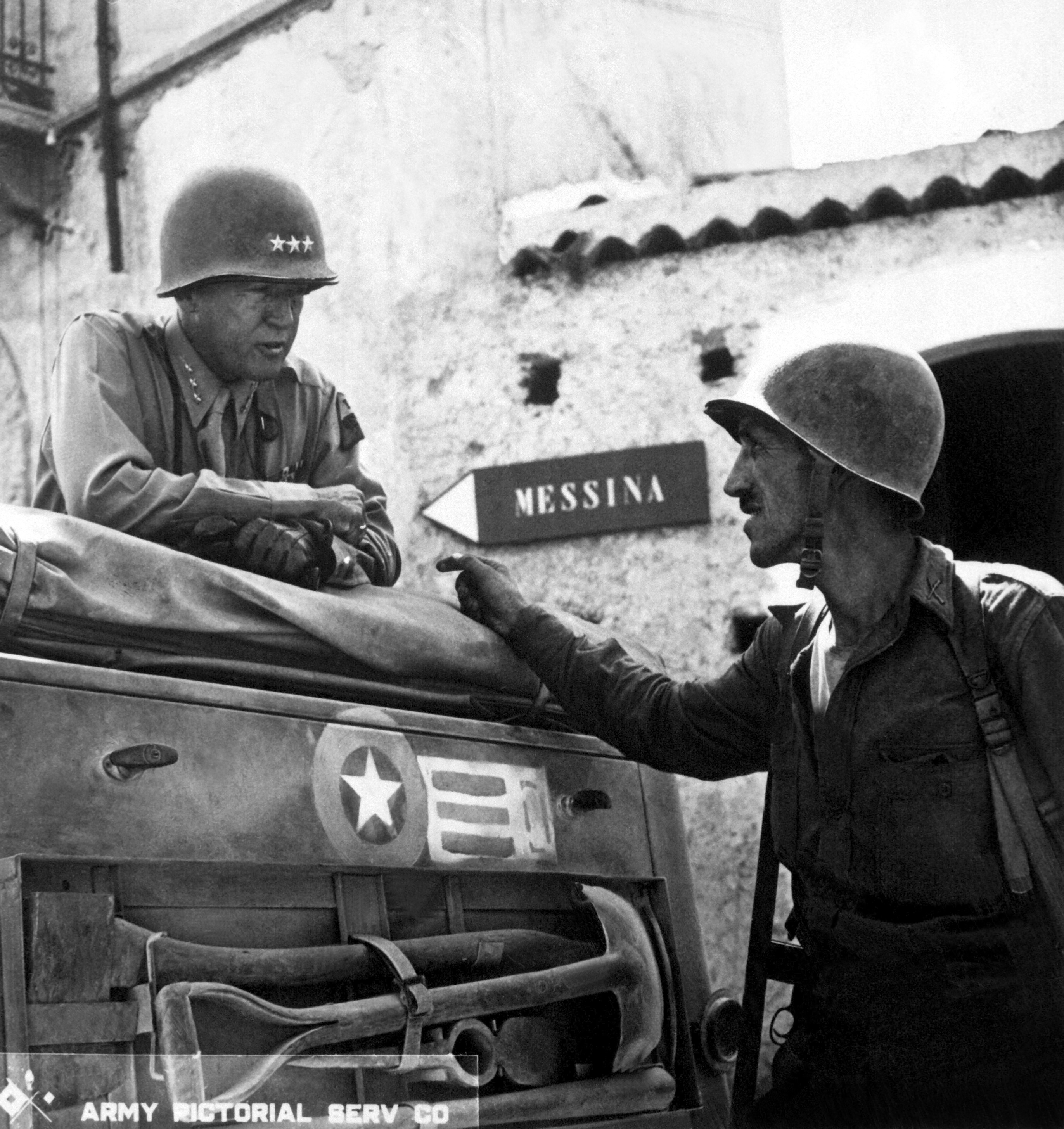
Patton lângă Brolo, Sicilia, în 1943

Pentru Operațiunea Husky, invazia Siciliei, Patton trebuia să comande Armată a 7-a a Statelor Unite, dublând Task Force de Vest, care debarcau la Gela, Scoglitti și Licata pentru a susține aterizările Armatei a 8-a britanică a lui Bernard Montgomery. Corpul de Blindate I al lui Patton a reproiectat oficial Armata a 7-a chiar înainte ca forța sa de 90.000 oameni să debarce înainte de zori în Ziua D, 10 iulie 1943, pe plajele din apropierea orașului Licata. Armata a fost împiedicată de vânt și de vreme, dar în ciuda acestui fapt, cele trei divizii de infanterie din S.U.A. implicate, Divizia a 3-a, Divizia  1-a și a 45-a au asigurat plajele respective.
Ei apoi au respins contraatacurile la Gela , unde Patton și-a condus personal trupele împotriva întăririlor germane din Divizia Hermann Göring. 

## Decorații

### Decorații americane

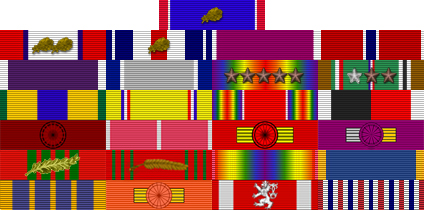
Decorațiile generalului Patton dacă le-ar purta astăzi

Distinguished Service Cross
|  | Distinguished Service Medal                    |
|  | Silver Star                                    |
|  | Legion of Merit                                |
|  | Bronze Star -                                  |
|  | Purple Heart - Inima Purpurie pentru rănire    |
|  | Silver Lifesaving Medal -                      |
|  | Mexican Service Medal -                        |
|  | World War I Victory Medal -                    |
|  | European-African-Middle Eastern Campaign Medal |
|  | American Defense Service Medal                 |
|  | World War II Victory Medal                     |
|  | Army of Occupation Medal                       |

### Grade militare și data promovării
|  | Locotenent: 11 iunie 1909           |
|  | Locotenent-major: 23 mai 1916.      |
|  | Căpitan: 15 mai 1917.               |
|  | Maior: 01 iulie 1920.               |
|  | Locotenent-colonel: 01 martie 1934. |
|  | Colonel: 01 martie 1938.            |
|  | General de brigadă: 2 oct. 1940     |
|  | General-maior: 4 aprilie 1941       |
|  | General-locotenent: 12 martie 1943. |
|  | General de armată: 14 aprilie 1945. |

### Filme artistice
- Patton (1970)
- Ultimele zile ale lui Patton (1986)